# Karl Heiller

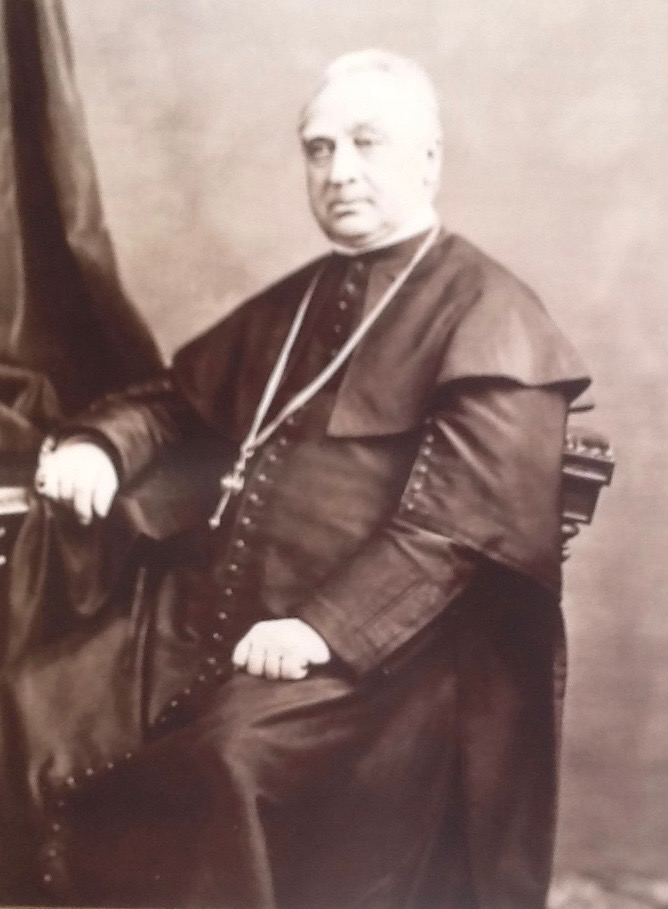
Karl Heiller

Karl Heiller (auch Carl, ungarisch Károly; * 11. Februar 1811 in Preßburg, Königreich Ungarn; † 24. März 1889 ebenda) war katholischer Stadtpfarrer in Preßburg und geistlicher Autor.

## Leben
Karl Heiller war Sohn einer deutschen Preßburger Familie. Sein Vater war Ladeninhaber in Preßburg. Nach dem Abschluss des Gymnasiums in seiner Vaterstadt und abgelegter Reifeprüfung studierte er ab 1828 am Priesterseminar von Tyrnau katholische Theologie. Am 25. Februar 1834 wurde er zum Priester geweiht. Danach wirkte er als Kaplan in Mischdorf und danach in seiner Geburtsstadt Preßburg als Prediger in der Jesuitenkirche. Am 17. Juli 1849 wurde er zum Domherrn von St. Martin und Stadtpfarrer Preßburgs ernannt. Diese Tätigkeit übte er volle vierzig Jahre aus. 
Karl Heiller war der Vertreter des katholischen Deutschtums in Preßburg. Vorwiegend bemühte er sich um den Erhalt der katholischen Volksschule wie um die Sicherung des kulturellen deutschen Lebens überhaupt. Er war eine energische Persönlichkeit, vielseitig engagiert, dem seine Gläubigen sehr am Herzen lagen. Er organisierte regelmäßige Wallfahrten zur Kapelle im Preßburger Tiefen Weg sowie nach Mariazell. Auf seine Initiative hin wurde 1859 das Friedhofskirchlein beim Preßburger Andreas-Friedhof errichtet.  
Als Preßburger Stadtpfarrer bemühte er sich um ein friedliches Zusammenleben der Preßburger verschiedener Konfessionen, ein Zeichen frühester Ökumene.  
Heiller war auch ein begeisterter Musikliebhaber. Mit Kräften förderte er den altehrwürdigen, bereits 1833 gegründeten Preßburger Kirchenmusikverein St. Martin, der damals national und international großes Ansehen genoss. Zahlreiche Dirigenten von Weltklasse haben diesen Verein dirigiert.   
Besondere Verdienste erwarb sich Heiller bei der Regotisierung des Martinsdoms. Dieser befand sich um die Mitte des 19. Jahrhunderts in einem schlechten baulichen Zustand. Renovierungsarbeiten waren dringend geboten. Auf Anregung von Heiller wurde im März 1863 eine provisorische Kommission gegründet, deren Aufgabe die Gründung eines Dombauvereines war. Mit der Besorgung der finanziellen Mittel wurde Heiller betraut. Ihm gelang es, in kürzester Zeit beträchtliche Mittel für die Regotisierung des Doms aufzutreiben. So konnten die Umbauarbeiten beginnen, die sich bis in das Jahr 1879 hinzogen. Am 4. Juli 1879 beziffert die Preßburger Zeitung die Restaurierungs- bzw. Regotisierungsarbeiten mit 132.892 Gulden.

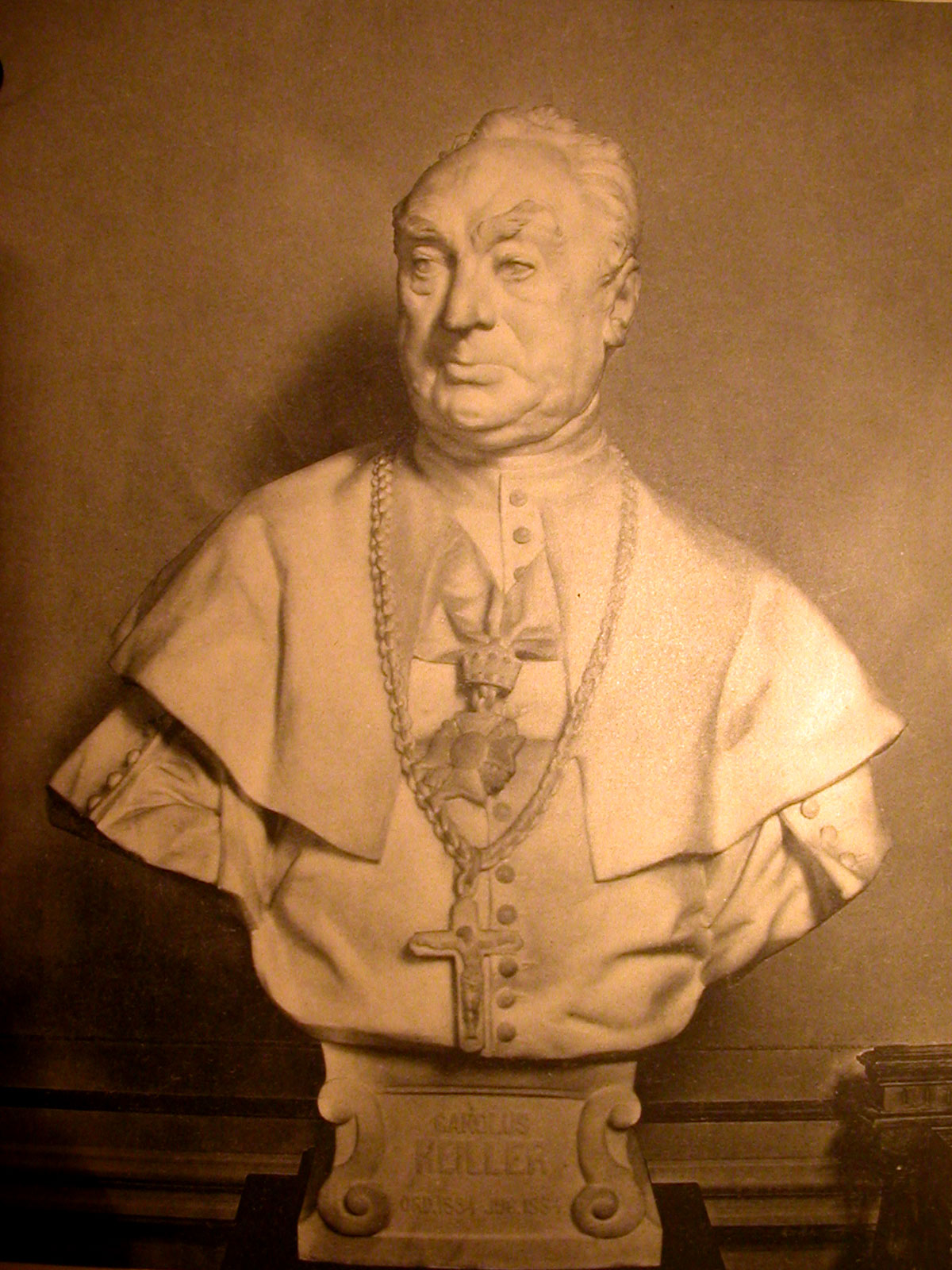
Heiller-Büste von Viktor Tilgner

1880 veranlasste Kaiser Franz Joseph I. Heillers Erhebung zum Titularbischof von Budua, er empfing jedoch nie die Bischofsweihe. Er erhielt vom Kaiser auch den Orden der Eisernen Krone II. Klasse. Eine Erinnerungs- und Anerkennungsmedaille erhielt er auch von Papst Leo XIII.

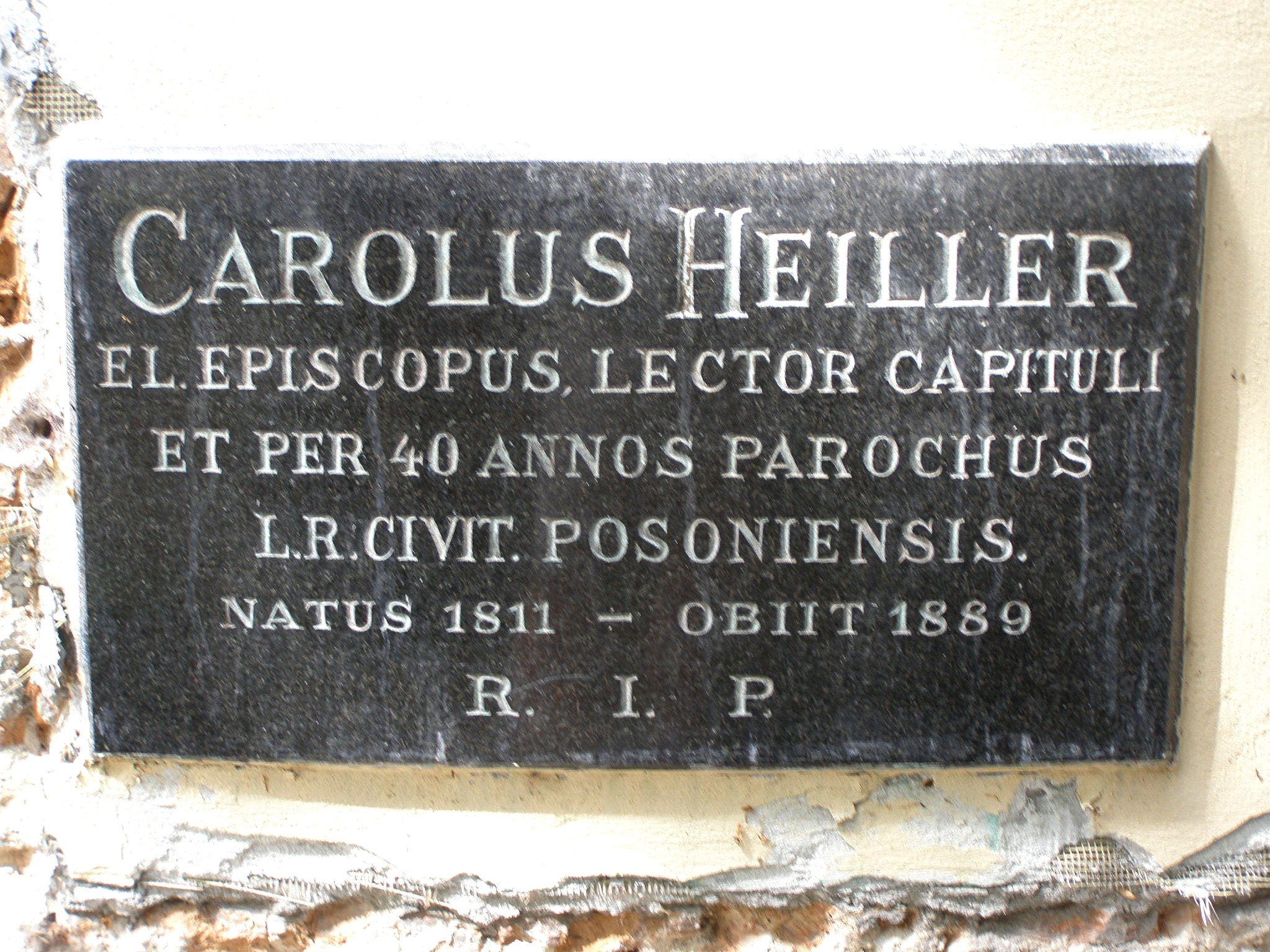
Grabinschrift am Andreas-Friedhof zu Preßburg

Heillers 50-jähriges Priesterjubiläum im Jahre 1884 wurde mit großer Teilnahme der Öffentlichkeit begangen. Franz Liszt, ein persönlicher Freund Heillers, kam zu diesem Jubiläum nach Preßburg und dirigierte im Martinsdom seine Krönungsmesse. Der Bildhauer Viktor Tilgner schuf bei dieser Gelegenheit eine Marmorbüste Heillers. 
Karl Heiller starb an einem Sonntag, dem 24. März 1889, eine halbe Stunde vor Mitternacht. Testamentarisch wünschte er, dass er in einem einfachen Holzsarg auf den Andreas-Friedhof überführt und dort in einem einfachen Grab beigesetzt werden sollte. Die Beerdigung sollte am Morgen in aller Stille erfolgen und die Einsegnung sollte der jüngste Kaplan vollziehen, dem er für diesen Dienst einen Gulden hinterließ. Er wünschte sich nur ein einfaches Grabmal, auf dem stehen sollte: „Meine unsterbliche Seele empfehle ich dem unendlich barmherzigen Gott und ich bitte um die Fürsprache der Jungfrau Maria und aller Engel und Heiligen des Himmels...“
Karl Heiller besaß eine wertvolle Kunstsammlung, die er testamentarisch dem Museum der Stadt Preßburg vermachte.

## Publikationen
- Das Vater Unser in sieben Fastenpredigten. Pressburg, 1841
- Glaube, Hoffnung und Liebe. Pressburg, 1849
- Predigt, am jährlichen Busz- und Bettage, zur Erinnerung an das verheerende Feuer, welches am 18. Juli im Jahre 1800 in der königl. freien Krönungs-Stadt Pressburg wüthete... Pressburg, o. J.
- Wallfahrts-Predigt bei Gelegenheit der Pressburger Votiv-Procession nach dem Gnadenorte Maria-Zell, daselbst gehalten am 21. August 1850... Pressburg, 1850
- Predigt gehalten am Sylvester-Abend des J. 1850 im Dome zu St-Martin. Pressburg. 1851
- Zwei Fastenpredigten zu Weihnacht und am Jahresschlusse gehalten im Dome zu St. Martin. Pressburg, 1852
- Wallfahrtsbuch zum Gebrauche der frommen Pilger nach Maria-Zell in Steiermark. Aus den bewährtesten kathol. Schriftstellern gesammelt. Pressburg, 1852 (2. Auflage in Pressburg, 1858)
- Predigt zur zweihundertjährigen Jubelwallfahrt der kath. Pressburger Gemeinde nach dem Gnadenorte Maria-Zell. Am 21. Aug. 1852 daselbst abgehalten Pressburg, 1852
- Predigten an den sechs Sonntagen der heiligen Fastenzeit im J. 1851 geh. im Dome zu St. Martin, Pressburg, 1852
- Bild des katholischen Priesters in seiner Wirksamkeit als Seelsorger. Predigt bei der am 28. Aug. 1853 begonnenen Priester-Jubiläums-Feier des Hochgebornen und Hochwürdigen Herrn Josef Freiherrn v. Metzburg,[5] Pfarrers in der Neustadt in Pressburg; Pressburg, 1853